# Wera Georgijewna Dulowa
Wera Georgijewna Dulowa (russisch Вера Георгиевна Дулова; * 14. Januarjul. / 27. Januar 1909greg. in Moskau; † 5. Januar 2000 ebenda) war eine sowjetische bzw. russische Harfenistin und Hochschullehrerin.

## Leben
Die altadlige Familie Dulow führte sich auf Rjurik zurück, war aber verarmt und hatte den Fürstentitel verloren. Dulowas Vater Georgi Dulow war ein erfolgreicher Violinist und hatte  dank der Unterstützung des befreundeten Mäzens Georg Alexander zu Mecklenburg von Kaiser Nikolaus II. 1899 den Fürstentitel wieder bekommen können. Die Mutter Marija Dulowa geborene Bukowskaja sang am Mariinski-Theater. Die Großmutter Alexandra Sograf-Dulowa war Pianistin.
Dulowa studierte am Moskauer Konservatorium bei Xenija Erdeli (1920–1922) und Marija Kortschinskaja  (1922–1925). Mit einem Stipendium der Stiftung Anatoli Lunatscharskis zur Förderung junger Talente studierte sie 1927–1929 in Berlin bei Max Saal. Sie lernte die Familie Lunatscharski kennen und spielte in deren Salon für Besucher.
Nach dem Studium war Dulowa Solistin der Moskauer Philharmonie (1929–1931) und des Orchesters des Bolschoi-Theaters (1934–1985). Sie spielte Soli in vielen Balletten des Theaters und entfaltete eine umfangreiche Konzerttätigkeit. Im Februar 1935 gewann sie mit der Harfenistin Marija Dmitrijewna Gorelowa (1896–1975) des Bolschoi-Theaters beim 2. Allunionswettbewerb der Musiker in Leningrad den 1. Preis.
Im Deutsch-Sowjetischen Krieg wurde Dulowa mit dem Bolschoi-Theater im Oktober 1941 nach Kuibyschew evakuiert. Sie beteiligte sich 1942 mit den Künstlern des Theaters an Aufnahmen für die Soldaten, den sogenannten Klangbriefen. Sie wurde 1947 Mitglied der KPdSU. Mit einer Künstlerdelegation kam Dulowa 1955 zur Polarstation Nordpol-4 auf einer driftenden Eisscholle und gab ein Konzert für die Expeditionsteilnehmer, wofür sie zur Ehrenpolarforscherin ernannt wurde.
Auf Dulowas Initiative wurde 1964 die Allrussische Gesellschaft der Harfenisten beim Moskauer Zentralen Haus der Kunstarbeiter gegründet.
Dulowas Repertoire umfasste mehr als 300 Werke, darunter die Tanzsuite Alexander Mossolows (1946) und Werke von Sergei Wassilenko, Lew Knipper, Jewgeni Golubew und weiteren sowjetischen Komponisten sowie Werke von Paul Hindemith, Heitor Villa-Lobos, Benjamin Britten und André Jolivet, die erstmals von ihr in der UdSSR aufgeführt wurden. Auch bearbeitete sie viele Werke für Harfe. Sie gab Konzerte nicht nur in der UdSSR, sondern auch in Großbritannien, Italien, der Schweiz, Belgien, den Niederlanden, Japan, den USA, Israel, der Tschechoslowakei, Nordkorea, der DDR,  Bulgarien und Australien.
Vor dem Krieg lehrte Dulowa an der Moskauer M.-M.- Ippolitow-Iwanow-Musikschule. Ab 1943 führte sie die Harfenklasse im Moskauer Konservatorium und in der Zentralen Musikschule am Konservatorium (1958 Ernennung zur Professorin). Zu ihren Schülerinnen gehörten Emilija Moskwitina, Olga Ortenberg und Ilona Nokelainen. Ihre Schüler Alexei Kapljuk und Sergei Maikow konstruierten die erste sowjetische Harfe, die 1948 in die Serienfertigung ging. Sie führte Meisterkurse in vielen Ländern durch und beteiligte sich an einem Seminar für Harfe der University of Hartford in den USA. Ihr Harfenlehrfilm entstand 1986. Sie war ständiges Jury-Mitglied bzw. Vorsitzende vieler Harfenistenwettbewerbe und leitete 1997 die Jury des 1. Internationalen Harfenistenwettbewerbs in Moskau.
Dulowa starb am 5. Januar 2000 in Moskau und wurde auf dem Kunzewoer Friedhof neben ihrem Mann, dem Opernsänger Alexander Baturin, begraben. Ihre Gemäldesammlung mit Werken von Iwan Aiwasowski, Iwan Schischkin, Alexei Sawrassow, Mstislaw Dobuschinski, Sergei Sudeikin, Georgi Jakulow u. a. hat sie der Tretjakow-Galerie vermacht.
Sergei Gorodezki hat 1967 sein Gedicht Harfe Dulowa gewidmet. Dulowa wird in Wenedikt Jerofejews Poem Die Reise nach Petuschki (1973) erwähnt.
Seit 2000 wird in Moskau der internationale Dulowa-Harfenwettbewerb durchgeführt.

## Ehrungen, Preise
- Medaille „Für heldenmütige Arbeit im Großen Vaterländischen Krieg 1941–1945“
- Verdiente Künstlerin der RSFSR (1947)
- Verdiente Kunstschaffende der RSFSR (1951)[2]
- Orden der Völkerfreundschaft (1955)[2]
- Volkskünstlerin der RSFSR (1966)[2]
- Staatspreis der UdSSR (1973)[1]
- Volkskünstler der UdSSR (1976)[1]
- Medaille „Veteran der Arbeit“
- Orden der Freundschaft (1995)[11]
- Goldmedaille der American Harp Society[1]
- Ehrenbürgerin des Dorfs Gargilesse-Dampierre (Festival d’été de Gargilesse)[1]